# Voice of the Beehive
Voice of the Beehive ist eine britisch-amerikanische Popband, die 1987 in London von den US-amerikanischen Schwestern Tracey Bryn und Melissa Brooke Belland gegründet wurde.

## Bandgeschichte
Tracey Bryn (* 17. Mai 1962, in Encino, Kalifornien) war Mitte der 1980er Jahre auf Urlaub in Großbritannien; sie war so fasziniert von London, dass sie nicht nur blieb, sondern auch ihre Schwester Melissa Brooke Belland (* 17. Februar 1966, in Los Angeles) überredete, ihr zu folgen. Die beiden Frauen hatten in mehreren Dutzend TV-Werbespots mitgewirkt und waren bezüglich des Mediengeschäfts abgeklärt. Da sie auch durch ihren Vater Bruce Belland, der in den 1950ern Mitglied der Band The Four Preps war, die mit Big Man einen Nummer-Zwei-Hit in Großbritannien hatte, musikalisch vorbelastet waren, strebten sie ins Musikgeschäft.
Die Schwestern nannten sich ursprünglich The Beehive Girls wegen ihrer Beehive-Frisuren; eins ihrer Demos fand den Weg zu Food Records. Dort wurden sie mit der ehemaligen (und späteren) Madness-Rhythmusgruppe Daniel Woodgate (Schlagzeug) und Mark Bedford (Bass) sowie mit Gitarrist Mike Jones zusammengebracht, und Voice of the Beehive entstand. Erstes Erzeugnis der Zusammenarbeit: Just a City. Die Single erzeugte so viel Aufsehen, dass die Band einen Vertrag bei London Records erhielt. Für Bedford kam Martin Brett, noch bevor das Debütalbum Let It Bee aufgenommen wurde. Ihre rockige Popmusik mit Texten über Alkoholismus oder Einsamkeit trafen den Nerv des Publikums, das Album und drei folgende Singles wurden Chart-Erfolge in Großbritannien.
Nach einer Auszeit von zwei Jahren kamen 1991 die Single Monsters and Angels sowie das Album Honey Lingers, die zu einer erfolgreichen Tournee führten. 1994 verließen die anderen Musiker die Band, die Schwestern machten aber zu zweit weiter und nahmen mit Sessionmusikern Sex and Misery auf. Das Album konnte kommerziell jedoch nicht an die älteren Veröffentlichungen anknüpfen. Ende 1996 verlängerte ihre Plattenfirma ihren Vertrag nicht, und die beiden Frauen kehrten der Musikindustrie vorübergehend den Rücken.
Im Jahre 2003 formierte sich Voice of the Beehive für drei Konzerte mit The Wonder Stuff neu.

## Stil
Bei den Schwestern steht einer großen Verehrung der Band Madness tiefer Hass für die Bangles gegenüber. Sie schätzen noch Joni Mitchell, Robert Plant und die Cocteau Twins. Bei den eigenen Liedern spielt der britische Pop der 1960er jedoch eine gewichtigere Rolle.
Voice of the Beehive wird dem Pop zugerechnet.
Über Let It Bee schrieb Klaus Walter in Network Press, das Album sei „[e]ine sonnige, hooksige, catchige, mitsingbare Singlesammlung wie – ja eigentlich doch wie von den Bangles – jedenfalls nicht Blondie, […] nicht ganz The B-52s […].“ In der Spex charakterisierte Sebastian Zabel das Album als „putzigen“, Bangles-Flair versprühenden „Konsens-Pop mit Bo-Diddley-Rhythmen“.
Die Presseabteilung ihrer deutschen Plattenfirma Metronome Records versprach für Honey Lingers eine „Mixtur aus Pop, 60s-Beat, folk-rockigen Einflüssen und Gitarrensound nach bester britischer Tradition.“ Teddy Hoersch stellte im Musikexpress eine poppige Lockerheit fest. Aus „vielstimmigen Gesangssätzen“, „leichten Beats“, „behenden Saitensprüngen auf der Gitarre“ und „naivem Charme in Text und Ton“ seien flotte Songs kreiert worden.
Die Texte ranken sich um „Herzeleid und Liebesglück“ und sind bisweilen ironisch bis zynisch.

## Diskografie

### Alben
| Jahr | Titel         | Höchstplatzierung, Gesamtwochen, AuszeichnungChartsChartplatzierungen (Jahr, Titel, Platzierungen, Wochen, Auszeichnungen, Anmerkungen) | Anmerkungen |
| Jahr | Titel         | UK | Anmerkungen |
| ---- | ------------- | --- | ----------- |
| 1987 | Let It Bee    | UK13 (13 Wo.)UK |             |
| 1991 | Honey Lingers | UK17 Silber · (13 Wo.)UK |             |

Weitere Alben
- 1996: Sex & Misery

### Kompilationen
- 1991: A Portrait (nur in Kanada)
- 1997: Best Of

### Singles
| Jahr | Titel Album                       | Höchstplatzierung, Gesamtwochen, AuszeichnungChartplatzierungen (Jahr, Titel, Album, Platzierungen, Wochen, Auszeichnungen, Anmerkungen) | Höchstplatzierung, Gesamtwochen, AuszeichnungChartplatzierungen (Jahr, Titel, Album, Platzierungen, Wochen, Auszeichnungen, Anmerkungen) | Anmerkungen                                        |
| Jahr | Titel Album                       | UK | US | Anmerkungen                                        |
| ---- | --------------------------------- | --- | --- | -------------------------------------------------- |
| 1987 | I Say Nothing Let It Bee          | UK22 (11 Wo.)UK | — | Höchstplatzierung nach Wiederveröffentlichung 1988 |
| 1988 | I Walk the Earth Let It Bee       | UK42 (10 Wo.)UK | — |                                                    |
| 1988 | Don’t Call Me Baby Let It Bee     | UK15 (10 Wo.)UK | — |                                                    |
| 1988 | Man in the Moon Let It Bee        | UK93 (1 Wo.)UK | — |                                                    |
| 1991 | Monsters and Angels Honey Lingers | UK17 (10 Wo.)UK | US74 (7 Wo.)US |                                                    |
| 1991 | I Think I Love You Honey Lingers  | UK25 (6 Wo.)UK | — |                                                    |
| 1991 | Perfect Place Honey Lingers       | UK37 (6 Wo.)UK | — |                                                    |
| 1995 | Angel Come Down Sex & Misery      | UK86 (1 Wo.)UK | — |                                                    |
| 1996 | Scary Kisses Sex & Misery         | — | US77 (8 Wo.)US |                                                    |

Weitere Singles
- Just a City (1987)
- Heavenly (1996)
- So Hard (1996)